# Дубровский, Александр Афанасьевич
Алекса́ндр Афана́сьевич Дубро́вский (1900, п. Дугнинского завода, Калужский уезд, Калужская губерния, Российская империя — 1970, Рязань, РСФСР, СССР) — советский государственный и партийный деятель. Первый секретарь Чкаловского (1938—1942) и Талды-Курганского (1944) обкомов ВКП(б).

## Биография
Родился в 1900 в посёлке Дугнинского завода Калужского уезда Калужской губернии Российской империи (ныне — посёлок Дугна Ферзиковского района Калужской области России), в семье рабочего. Член РКП(б) с 1920.
- В 1919—1930 служил в РККА, участник Гражданской войны.
- С 1930 г. на партийной работе, в 1931—1935 гг. — на Московском авиационном заводе.
- В 1935—1938 гг. — сотрудник аппарата ЦК ВКП(б).
- 1938—1942 гг. — первый секретарь Чкаловского обкома ВКП(б). После начала Великой Отечественной войны занимался организацией размещения эвакуированных предприятий,
- 1942—1943 гг. — начальник политического управления Наркомата пищевой промышленности СССР,
- 1943—1944 гг. — инструктор Управления кадров ЦК ВКП(б),
- 1944 г. — первый секретарь Талды-Курганского обкома КП(б) Казахстана,
- 1944—1946 гг. — народный комиссар — министр коммунального хозяйства Молдавской ССР,
- 1946—1948 гг. — первый секретарь Касимовского горкома ВКП(б) Рязанской области.

Кандидат в члены ЦК ВКП(б) (1939—1947). На февральском пленуме 1947 г. выведен из состава кандидатов в члены ЦК ВКП(б). Депутат Верховного Совета СССР 1-го созыва.
С 1948 г. работал заместителем начальника Рязанского областного управления трудовых резервов, затем на пенсии.